# Marcelino Elena
Marcelino Elena Sierra (Gijón, Asturias, España, 26 de septiembre de 1971) es un exfutbolista español que jugaba como defensa. También ha trabajado como comentarista de retransmisiones deportivas en Televisión Española, retransmitiendo la Premier League junto con José Manuel Díaz y comentando la Liga española para el canal británico Sky Sports.

## Selección nacional
Fue cinco veces internacional con la selección española. Debutó en Salerno, Italia, el 18 de noviembre de 1998 contra Italia.

## Clubes
| Club                       | País       | Año       |
| -------------------------- | ---------- | --------- |
| Real Sporting de Gijón "B" | España     | 1990-1994 |
| Real Sporting de Gijón     | España     | 1994-1995 |
| R. C. D. Mallorca          | España     | 1995-1999 |
| Newcastle United F. C.     | Inglaterra | 1999-2003 |
| Club Polideportivo Ejido   | España     | 2003-2004 |

## Palmarés

### Campeonatos nacionales
| Título              | Club              | País   | Año  |
| ------------------- | ----------------- | ------ | ---- |
| Supercopa de España | R. C. D. Mallorca | España | 1998 |